# Kizumonogatari 1: Tekketsu-hen
Kizumonogatari 1: Tekketsu-hen (傷物語〈I 鉄血篇〉 lit. Historia sangrienta I: Sangre de hierro?) es una película de animación japonesa de horror, dirigida por Tatsuya Oishi y Akiyuki Shinbo. Está basada en la novela ligera Kizumonogatari, precuela de Bakemonogatari y parte de la franquicia Monogatari, una serie de novelas escritas por Nishio Ishin e ilustradas por Vofan. Fue lanzada en Japón el 8 de enero de 2016. Fue sucedida por  II Kizumonogatari: Nekketsu-hen, cuyo lanzamiento fue en el verano de 2016.

## Argumento
Koyomi Araragi se encuentra dentro de un edificio abandonado camina, sube las escaleras y sale hacia la azotea, donde tiene contacto con los rayos del sol y se incinera -por su condición de vampiro-; asustado y dolorido, camina descontroladamente y se cae al suelo.
La escena salta tiempo atrás, donde era un simple y solitario estudiante de segundo año de secundaria en la Escuela Secundaria Naoetsu y se hace amigo de Tsubasa Hanekawa, la estudiante de honor de dicha escuela. Tsubasa menciona un rumor acerca de un "Vampiro rubio" que ha sido avistado recientemente alrededor de su ciudad. Koyomi, que es generalmente antisocial, toma a gusto la personalidad terrenal de Tsubasa.
Esa tarde, pensando en Hanekawa, Koyomi se va a comprar una revista para adultos; de camino a casa, después de seguir un rastro de sangre en la entrada de la estación subterránea del metro, se encuentra con aquel vampiro rumorado: ella es Kiss-shot Acerola-orion Heart-under-blade, conocida también como la “Reina de Excentricidades”. Los gritos del vampiro rubio de ojos dorados incitan a Koyomi a salvarla, como ella se encuentra en un charco de su propia sangre, y sus cuatro extremidades cercenadas. Kiss-shot pide a Koyomi a darle su sangre para salvar su vida, y cuando lo hace, en el siguiente momento al despertar, Koyomi se encuentra reencarnado como el sirviente de la vampiro, quien ahora tiene rasgos loli; en su insistencia por hacer que se despierte, la deja y se dirige a la azotea. 
Regresando a la escena actual, Koyomi yace ardiendo en unos andamios; cuando Kiss-shot lo ve, se lanza a rescatarlo, haciendo que su cuerpo también se incinera por el sol, llevándolo a la sombra; y le reprocha su actitud. Después de presentarse ambos, la vampiro exige que se comporte como un verdadero sirviente suyo, empezando por el nombre (pide que la llamen Hearth-Under-Blade) y le muestra el edificio abandonado como su nuevo "hogar". Después, Koyomi le pide un método de volver a ser un humano normal, a lo que esta le dice que hay dos maneras: matándola o si consigue traer de vuelta sus extremidades, luchando contra tres poderosos cazavampiros, Episode (エピソード Episōdo?), Dramaturgy (ドラマツルギー Doramatsurugī?) y Guillotinecutter (ギロチンカッター Girochinkattā?), para poder así recuperar sus poderes; Araragi procede con la segunda y va por ellos. En su intento de encontrarse y conversar con los tres cazadores, estos lo emboscan e intentan matarlo. Un joven que observaba desde lo alto del edificio abandonado, saltó y raudamente fue en su ayuda, logrando detener al trío de cazavampiros, justo a tiempo.
Koyomi conversa con el joven, quien se presenta como Meme Oshino, y éste le pide ser más calculador con sus decisiones. Cuando Koyomi llega al edificio acompañado de Meme, y éste les da su apoyo por una cuantiosa paga, sin apuro, cosa que Araragi no puede pagar; pero dada la segunda condición, se ofrece a pagar, así se forma un trato. Termina con un chiste de Meme, dándoles gracias por su patrocinio.

## Reparto
- Hiroshi Kamiya como Koyomi Araragi.[2]
- Maaya Sakamoto como Kiss-Shot Acerola-Orion Heart-Under-Blade.[2]
- Yui Horie como Tsubasa Hanekawa.[2]
- Takahiro Sakurai como Meme Oshino.[2]

## Producción
La adaptación anime Kizumonogatari fue anunciada en julio del 2010 y en marzo de 2011 se anunció que dicha adaptación sería en formato película. En octubre de 2015 se anunciaron que sería dividida en tres películas: Kizumonogatari I: Tekketsu-hen, Kizumonogatari II: Nekketsu-hen y Kizumonogatari III: Reiketsu-hen; el reparto y  crew para Tekketsu fueron también anunciados.

## Lanzamiento
A partir de septiembre de 2011, la película fue programada para lanzamiento en 2012, pero en abril de 2012 se anunció que la fecha de lanzamiento había sido aplazada. En octubre de 2015 la fecha de lanzamiento fue anunciada para el 8 de enero de 2016. Fue lanzado de manera oficial en Estados Unidos, licenciado por Aniplex of America el 26 de febrero del 2016.

## Recepción
En su semana de apertura en Japón, el filme ocupó el tercer lugar, ganando ¥322 509 300 con un total de 243 702 entradas vendidas (US$2 737 000). En su segundo fin de semana, ocupó el sexto lugar por asistencia de espectadores y el quinto lugar en ganancias, con US$798,835. El tercer fin de semana, fue en el noveno lugar por ingresos y en el octavo lugar en ganancias con US$418,165. La película alcanzó más de 450 000 espectadores por el 26 de enero. Hasta el 7 de febrero la película ha recaudado US$6,156,959.
Nick Creamer de Anime News Network dio a la película una calificación global de A-, diciendo que la película "podría ser el primer tercio de una obra maestra. Ya es una experiencia impresionante."

## Secuela
Una secuela de la película, Kizumonogatari II: Nekketsu-hen, está programada para su lanzamiento en verano de 2016 en Japón.